# Kaspars Melnis
Kaspars Melnis (ur. 28 marca 1989) – łotewski polityk i samorządowiec, poseł na Sejm, od 2023 minister klimatu i energii.

## Życiorys
Absolwent budowy maszyn na Ryskim Uniwersytecie Technicznym (2013). W 2014 uzyskał dyplom z przedsiębiorczości w rolnictwie w Malnavas koledža, a w 2019 magisterium z zarządzania na Rēzeknes Tehnoloģiju akadēmija. Pracował na kierowniczych stanowiskach w przedsiębiorstwach energetycznych. Działacz organizacji rolniczych, w latach 2019–2021 był dyrektorem wykonawczym zrzeszenia Lauksaimniecības statūtsabiedrību asociācija. Członek Łotewskiego Związku Rolników, wszedł w skład władz centralnych tego ugrupowania. W 2021 został radnym Rzeżycy. W wyborach w 2022 uzyskał mandat posła na Sejm.
We wrześniu 2023 objął urząd ministra klimatu i energii w nowo utworzonym rządzie Eviki Siliņi.